# Suin
 Suin  es una población y comuna francesa, en la región de Borgoña, departamento de Saona y Loira, en el distrito de Charolles y cantón de Saint-Bonnet-de-Joux.

## Demografía
| 477 | 424 | 369 | 325 | 321 | 304 |
| Para los censos de 1962 a 1999 la población legal corresponde a la población sin duplicidades (Fuente: INSEE [Consultar]) |     |     |     |     |     |

Movimiento del torso en inercia con los brazos extendidos, Implementando Algún arma o herramientas de juegos como esgrima, tenis, béisbol. Entre otros deportes